# Witki (Bartoszyce)
Witki (deutsch Aßmanns) ist ein Ort in der polnischen Woiwodschaft Ermland-Masuren. Er gehört zur Gmina Bartoszyce (Landgemeinde Bartenstein) im Powiat Bartoszycki (Kreis Bartenstein (Ostpr.)).

## Geographische Lage
Witki liegt in der nördlichen Mitte der Woiwodschaft Ermland-Masuren, 25 Kilometer südlich der früheren und heute auf russischem Hoheitsgebiet gelegenen Kreisstadt Friedland (russisch Prawdinsk) bzw. sechs Kilometer östlich der heutigen Kreismetropole Bartoszyce (deutsch Bartenstein).

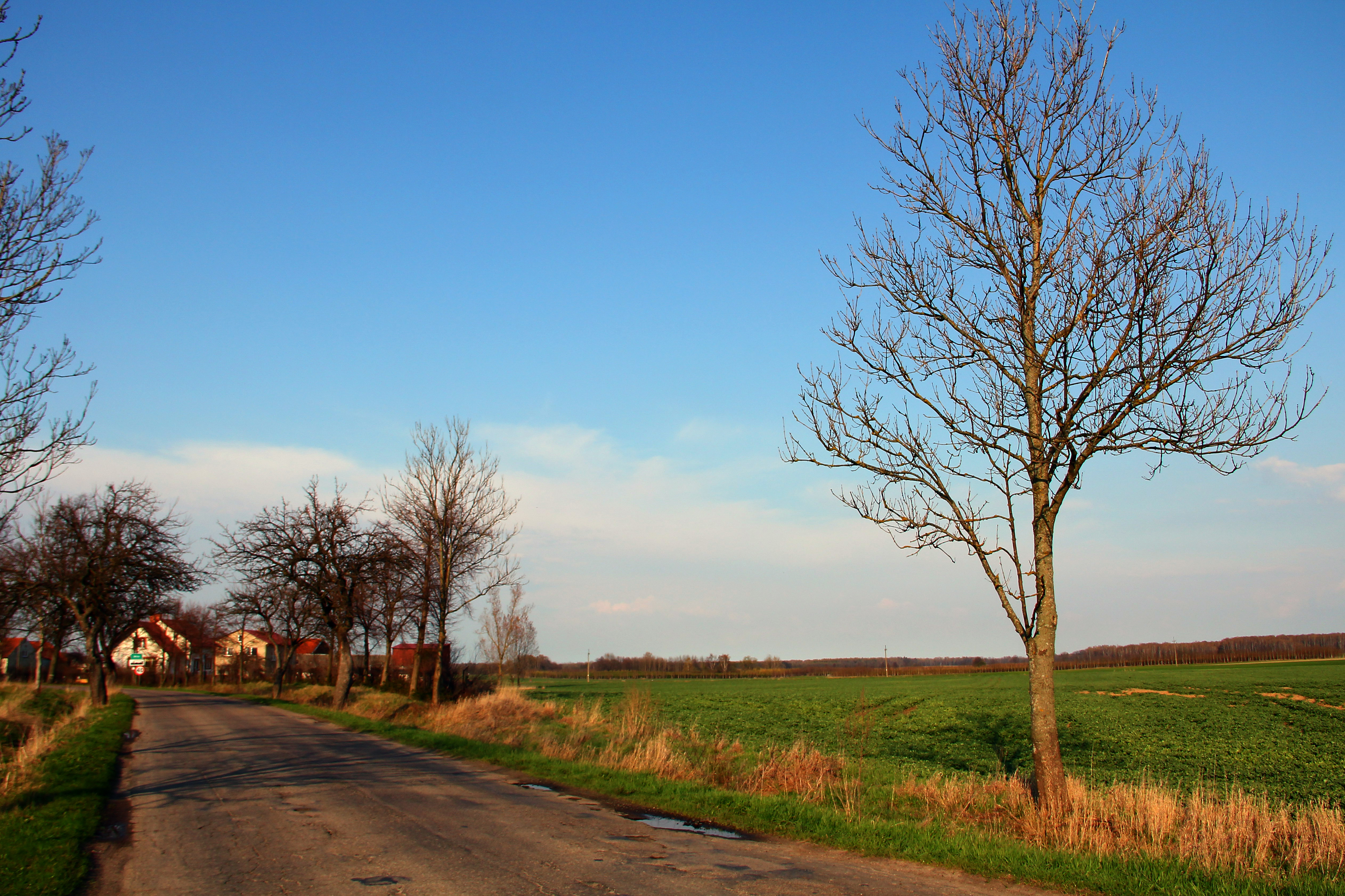
Ortseinfahrt Witki

## Geschichte
Die Landgemeinde Aßmanns war von 1874 bis 1928 in den Amtsbezirk Kinkeim (polnisch Kinkajmy) im ostpreußischen Kreis Friedland (ab 1927: Kreis Bartenstein) eingegliedert. Im Jahre 1910 zählte sie 112 Einwohner.
Am 30. September 1928 gab Aßmanns seine Eigenständigkeit auf und schloss sich mit den Gutsbezirken Fuchshöfen (polnisch Lisówka), Mekienen (Mekiny) und Tromitten (Tromity) zur neuen Landgemeinde Tromitten zusammen.
In Kriegsfolge wurde 1945 das gesamte südliche Ostpreußen an Polen abgetreten. Aßmanns erhielt die polnische Namensform „Witki“ und ist heute eine Ortschaft innerhalb der Landgemeinde Bartoszyce (Bartenstein) im Powiat Bartoszycki (Kreis Bartenstein (Ostpr.)), von 1975 bis 1998 der Woiwodschaft Olsztyn, seither der Woiwodschaft Ermland-Masuren zugehörig. Im Jahre 2021 zählte            Witki 140 Einwohner.

## Religion

### Christentum
Bis 1945 war Aßmanns in die evangelische Stadtkirche Bartenstein (polnisch Bartoszyce) in der Kirchenprovinz Ostpreußen der Kirche der Altpreußischen Union, außerdem in die Kirche St. Bruno der Kreisstadt im damaligen Bistum Ermland eingepfarrt.
Heute gehört Witki weiterhin zur katholischen Kirche in der Stadt Bartoszyce, die jetzt dem Erzbistum Ermland zugehört, außerdem zur evangelischen Kirchengemeinde der Kreisstadt, die jetzt eine Filialgemeinde der Johanneskirche in Kętrzyn (Rastenburg) in der Diözese Masuren der Evangelisch-Augsburgischen Kirche in Polen ist.

## Verkehr
Witki liegt an einer Nebenstraße, die von der Stadt Bartoszyce (Bartenstein) über Tromity (Tromitten) bis nach Wiatrowiec (Wöterkeim) in der Gmina Sępopol (Stadt- und Landgemeinde Schippenbeil) führt.
Ein Bahnanschluss besteht nicht mehr, seit die Bahnstrecke Głomno–Białystok und mit ihr die nächstgelegene Bahnstation Wiatrowiec (Wöterkeim) im Jahre 2002 aufgegeben wurde.